# 동양증권배 세계 바둑 선수권 대회
동양증권배 세계 바둑 선수권 대회는 1988년 시작되어 1998년까지 열린 국제 기전이다. 서울경제신문이 주최하고 동양증권의 협찬을 받았다. 제1, 2회 때는 대한민국 외 기사의 참여가 많지 않았으나, 제3회 때부터는 본격적으로 국제 기전의 면모를 드러내었다. 제1회 동양증권배 세계 프로바둑대회는 국내에서 처음 열린 외국 프로기사들이 참가하는 국제 기전으로서, 국내기사 26명과 일본, 중국, 대만에서 각 2명씩을 초청하여 모두 32명이 참가했으며 국내 기사의 경우 7단 이상 14명은 예선을 치르지 않고 6단 이하는 1988년 11월 6일부터 예선을 치러 12명을 뽑아 1988년 12월 10일부터 1989년 10월 20일까지 한국기원 특별대국실에서 열렸다. 제1회 동양증권배 대회에서는 양재호 6단(당시)이 야마시로 히로시 9단을 이긴 것과 유창혁 3단(당시)이 '컴퓨터'라는 별명을 가진 이시다 요시오 9단을 이긴 것이 화제가 되었다. 이후 동양증권이 해체되어 지금은 유안타증권이다.

## 대회 형식
대한민국·일본·중국·대만·미국·유럽의 지역 예선을 통과한 20명이 전기 시드 4명과 함께 본선에 올랐다. 결승전은 5번기로 치러졌다. 제한 시간 3시간, 초읽기 1분이 주어지며, 덤은 5집 반이었다.
우승자는 1억 5천만원. 준우승자는 4천만원이다.
주관 방송사는 KBS  (3회~7회,1991년~1995년), BTV 바둑텔레비전 (현 바둑TV) (8회~9회,1996년~1997년)이다.

## 역대 우승자
| 회수 | 연도      | 우승          | 전적 | 승패  | 준우승               | 비고 |
| ---- | --------- | ------------- | ---- | ----- | -------------------- | --- |
| 1    | 1989      | 양재호 六단   | 3-1  | OOXO  | 장수영 八단          | 양재호 六단 초대 챔프 출전 기사 중 한국이 많고 일본과 대만 각자 2명 중국기사 불참으로 미흡한 대회           |
| 2    | 1990      | 서봉수 九단   | 3-1  | XOOO  | 이창호 五단          | 서봉수 九단 부진탈출                                                                                        |
| 3    | 1991~1992 | 이창호 五단   | 3-2  | XOXOO | 린하이펑 九단        | 3회부터 기전 예산 규모를 3배를 확대 세계대회로 규모 확대 이창호 五단 최연소 세계대회 우승 KBS 중계방송 실시 |
| 4    | 1992~1993 | 이창호 六단   | 3-0  | OOO   | 조치훈 九단          | 이창호 六단 완봉승, 세계대회 2연패                                                                          |
| 5    | 1993~1994 | 조훈현 九단   | 3-1  | OOXO  | 요다 노리모토 九단   | 조훈현 九단 완승하여 우숭, 3전 4기 우승                                                                     |
| 6    | 1994~1995 | 마샤오춘 九단 | 3-1  | OXOO  | 녜웨이핑 九단        | 중국 마샤오춘 九단 세계대회 첫 우승                                                                         |
| 7    | 1995~1996 | 이창호 七단   | 3-1  | OXOO  | 마샤오춘 九단        | 이창호 七단 통산 3회 우승                                                                                   |
| 8    | 1996~1997 | 조훈현 九단   | 3-0  | OOO   | 고바야시 사토루 九단 | BTV 바둑텔레비전 중계방송사 변경 조훈현 九단 완봉승, 통산 2회 우승                                          |
| 9    | 1997~1998 | 이창호 九단   | 3-1  | OXOO  | 유창혁 九단          | 이창호 九단 통산 4회 우승 금자탑, 마지막 우승자                                                             |